# Anisochromis
Anisochromis ist eine Gattung kleiner Meeresfische aus der Familie der Zwergbarsche (Pseudochromidae). Die die drei Arten der Gattung kommen im westlichen Indischen Ozean an der Küste Ostafrikas, des nördlichen Madagaskar und bei den Cargados-Carajos-Inseln vor.

## Merkmale
Alle drei Anisochromis-Arten sind sehr klein und erreichen nur Körperlängen von 2,5 bis 3 cm. Sie haben eine typische Zwergbarschgestalt mit einer durchgehenden, von einem Stachelstrahl und 25 bis 27 Weichstrahlen gestützten Rückenflosse und einer zweigeteilten Seitenlinie von der der erste, längere Abschnitt der Rückenlinie folgt, während sich der zweite auf der Mitte des Schwanzflossenstiels befindet. Die gesamte Seitenlinie erstreckt sich über etwa 38 bis 44 Schuppen, davon entfallen 28 bis 39 auf den vorderen Teil. 14 bis 44 Sinnesporen des Seitenliniensystems befinden sich auf dem Scheitelbein, ein bis vier davon zwischen den Augen. Die Afterflosse besitzt einen Stachel und 17 bis 19 Weichstrahlen.

## Lebensweise
Anisochromis-Arten leben in Korallenriffen, sehr versteckt zwischen den Ästen verzweigter Steinkorallen (Acroporen). Wie alle Zwergbarsche sind sie protogyne Hermaphroditen.

## Arten
- Anisochromis kenyae Smith, 1954
- Anisochromis mascarenensis Gill & Fricke, 2001
- Anisochromis straussi Springer, Smith & Fraser, 1977